# Thẩm kế
Thẩm kế (hay thẩm thấu kế) là 1 dụng cụ có 2 đầu, 1 đầu thường chứa 1 dung dịch, đầu còn lại thì chứa dung dịch khác. Ngăn cách giữa 2 đầu là 1 màng mỏng mà chỉ cho nước qua, không cho tạp chất qua lọt (như 1 ống chữ U). Thẩm thấu kế hoạt động theo quy tắc thẩm thấu: nếu để yên, nước sẽ dịch chuyển từ nơi có áp suất thẩm thấu thấp sang nơi có áp suất cao (tức là nước từ phần dung dịch loãng hơn sẽ đi qua phần dung dịch đặc hơn cho đến khi nào áp suất thẩm thấu ở 2 bên là bằng nhau). Lưu ý rằng dung dịch càng đặc thì áp suất thẩm thấu càng cao, vì vậy, dung dịch loãng cần thoát bớt nước để áp suất thẩm thấu tăng lên. Trong công nghiệp, để lọc nước ngọt từ nước mặn, người ta cũng dùng thẩm thấu kế nhưng theo quy tắc phản thẩm thấu: 1 đầu chứa nước ngọt và đầu kia chứa nước biển, rồi dùng 1 lực kéo đủ lớn để thắng chênh lệch áp suất thẩm thấu để cho phần nước ngọt từ nước biển (nước biển là 1 dung dịch nước muối) chuyển qua phần nước ngọt.